# Soins de santé
 (avril 2018).
Les soins de santé sont un domaine qui s'appuie sur les sciences appliquées et les connaissances en sciences biomédicales. Ils concernent la santé des humains et la santé animale. Dans les deux cas, ils comprennent des recherches et études scientifiques, ainsi que des études cliniques (étude d'applications thérapeutiques) et de médecine clinique. 

## Objectifs et moyens
Les objectifs des soins de santé sont de :
1. prévenir, diagnostiquer, suivre et traiter les dysfonctionnements et les pathologies (maladies et troubles),
2. manipuler le corps et le rétablir, améliorer et/ou optimiser son fonctionnement métabolique, psychosomatique et mécanique,
3. favoriser l'émergence ou le maintien d'un bien-être[2], en appui sur une liste de besoins fondamentaux,
4. accueillir la production d'idéaux personnels (réflexion et mise en œuvre),
5. les mettre en correspondance avec l'état de l'art (les possibilités techniques) au moment opportun.

Pour un être humain, le bien-être est défini par les plans métaboliques, mécaniques, psychiques, professionnels et familiaux. 
Les soins de santé sont catégorisés par un large faisceau d'approches, de disciplines et de spécialités visant au rétablissement d'une condition ou à l'amélioration sensible d'un état de santé, au sens le plus large de ce terme. En effet, tout un ensemble de domaines participe à l'application de ces notions :
- médecine, d'essence métabolique et programmatique (parcours de soins),
- réhabilitation fonctionnelle, à vocation mécanique,
- approche médico-technique, dès lors qu'imagerie médicale, pharmacie et travail de laboratoire (biologie médicale) concourent à une élaboration clinique,
- soins infirmiers,
- psychothérapies (cognitives, socio-émotionnelles, psychosociales ou systémiques),
- coordination de démarches de réinsertion.

La santé est le point focal et l'aboutissement, d'une participation du sujet et de ses aides à l'accomplissement d'un potentiel (aspirations, possibilités intrinsèques) au sein d'un environnement donné.
Les soins de santé restent contemporains des mœurs et tiennent compte des dynamiques d'éthique et de bioéthique, telles que la vie privée, l'avortement, l'euthanasie, le clonage ou encore les manipulations génétiques. En France, les soins doivent être administrés conformément aux règles de déontologie de la profession médicale, présentes dans le code de déontologie médicale, et dans le code de la santé publique.

## Branches

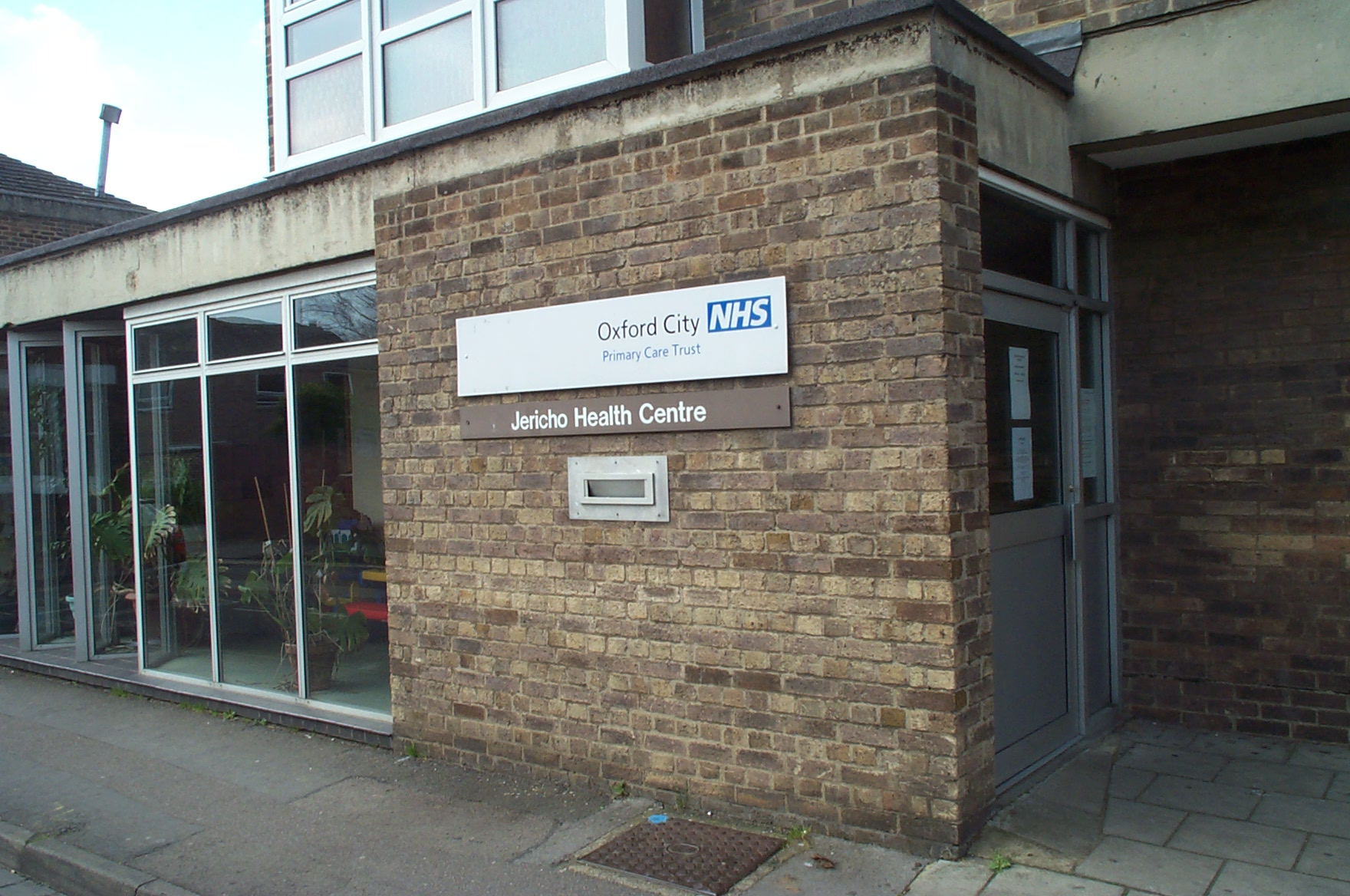
Centre de premiers soins.

La délivrance des soins dépend des domaines et des branches professionnelles, pouvant inclure : médecine, soin infirmier, soin dentaire et obstétrique. Ainsi que : santé publique, santé communautaire et prévention. Les soins dépendent des différentes perspectives culturelles, politiques, organisationnelles et disciplinaires d'une époque ou d'un contexte.

### Premiers soins
Les premiers soins désignent les services de soin qui jouent un rôle dans les communautés locales. Les professionnels de la santé, comme les médecins traitants et généralistes, s'occupent de ces types de services lors de consultation des patients,. Selon la nature de la condition de santé, les patients sont transférés en soins secondaires ou tertiaires. Aux États-Unis, une étude est menée par le National Health Interview Survey depuis 1957 pour recenser les problèmes de santé de la population locale. En 2013, une étude sur 142,377 patients montre que des problèmes cutanés (42,7 %), l'arthrose et les problèmes d'articulation (33,6 %), des problèmes de dos (23,9 %), des problèmes de métabolisme (22,4 %), et maladies des voies respiratoires (22,1 %, sans asthme) sont les problèmes de santé les plus courants.
Les premiers soins concernent des patients de tout âge, de tout statut socio-économique, de toute origine ethnique, des patients qui cherchent à maintenir une santé optimale, et des patients souffrant de troubles physiologiques chroniques, de troubles mentaux ou de problèmes sociaux, dont la maladie multiple chronique.
Dans le contexte du vieillissement démographique, avec un risque accru de développer des maladies non transmissibles chez les seniors, la demande de services de premiers soins risque également de s'accroître aussi bien dans les pays développés qu'en voie de développement,.
pour avoir plus d’informations, vous devrez explorer votre entourage vous même pour avoir une claire idée 

### Santé mentale
- Psychothérapie
- Psychanalyse

Voir aussi :
- Psychiatrie

### Santé des populations
- Santé publique
- Santé communautaire
- Prévention

### Santé vétérinaire
- Bien-être animal
- Euthanasie animale

Voir aussi :
- Catégorie:Médecine vétérinaire

### Autres
- Médecine chinoise
- Médecine non conventionnelle